# تئودوسیوس سوم
تئودوسیوس سوم(به یونانی: ΄Θεοδόσιος-Γ)(درگذشتهٔ پس از ۷۱۷) امپراتور روم شرقی (بیزانس) از ۷۱۵ تا هنگام برکناریش از قدرت در ۷۱۷ بود.

## زندگینامه
تئودوسیوس مأمور جمع‌آوری مالیات گمنامی بود که پس از شورش سپاهیان اُپسیکیون علیه امپراتور وقت آناستاسیوس دوم در ۷۱۵، علی‌رغم میل باطنیش از سوی آنان به عنوان امپراتور جدید روم شرقی معرفی شد. حامیان او سپس اقدام به محاصرهٔ قسطنطنیه نمودند و پس از ۶ ماه موفق به فتح پایتخت شدند. آناستاسیوس که از قدرت خلع شده بود خود را تسلیم امپراتور جدید نمود و به خدمت صومعه‌ای درآمد.
اما تئودوسیوس شخص مناسبی برای منصب امپراتوری نبود و همین امر سبب شد تا لئوی ایسوریایی، فرمانده توانای لشکریان آناتولی علیه او در ۷۱۷ سر به‌شورش بردارد. تئودوسیوس در همان سال مجبور به کناره‌گیری از قدرت گردید و پس از آن به خدمت صومعه‌ای در افسس درآمد. پس از او فرمانده شورشیان با عنوان لئوی سوم ایسوریایی بر تخت امپراتوری بیزانس نشست.